# Marchigüe
Marchihue ou Marchigüe est une commune du Chili faisant partie de la province Cardenal Caro, elle-même rattachée à la région O'Higgins.. En 2012, sa population s'élevait à 7 557 habitants. La superficie de la commune est de 660 km2 (densité de 11 hab/km2). La commune a été créée en 1878. Elle fait partie d'une plaine côtière sèche située dans la vallée de Colchagua à l'est de la Cordillère de la Côte,. Marchihue se trouve à environ 138 kilomètres au sud-ouest de la capitale Santiago et 35 kilomètres à l'est de Pichilemu capitale de la Province Cardenal Caro. La population était majoritairement rurale en 2006.

Position de Marchihue (en rouge) au sein de la Province de Cachapoal.